# (18702) Sadowski
(18702) Sadowski (1998 HG68) – planetoida z pasa głównego asteroid okrążająca Słońce w ciągu 4,09 lat w średniej odległości 2,56 j.a. Odkryta 21 kwietnia 1998 roku.